# Жуковська Олеся Федорівна
Оле́ся Фе́дорівна Жуко́вська (нар. 27 січня 1993, м. Кременець Тернопільської області) — українська медсестра-волонтер, учасниця Революції гідності.

## Життєпис
Олеся Жуковська народилася в Кременці на Тернопільщині. Батько — зоотехнік, мати — медсестра. Закінчила Кременецьке медичне училище. Працювати почала медсестрою в Монастириській районній лікарні.

### На Майдані
На Майдан вперше приїхала 4 грудня. Жила в наметах, у Будинку профспілок та Київській міській держадміністрації. Чергувала, розносила ліки, приймала пацієнтів у КМДА.
20 лютого біля Лядських воріт снайпер поцілив Олесі в шию. Куля пройшла за сантиметр від сонної артерії.
«11:44. 20 лютого. Я помираю» — таке повідомлення написала у соціальній мережі.
|  | В цьому секторі, де я стояла, я була першою, в кого влучила куля. Потім там снайпер розстріляв ще десятьох. Прицільно у сонну артерію. Ніхто не вижив. Поруч стояла швидка, і це мене врятувало. Якби її довелося викликати, я б не вижила. |

Її пост у соціальних мережах за кілька годин зібрав сотні тисяч уподобань. А фото, зроблене після поранення і два слова в соціальних мережах швидко підхопили чи не всі ЗМІ світу.
У США Мілла Йовович у своєму Твіттері висловила підтримку на адресу Олесі.
11 днів лежала у Київській лікарні № 17. Після виписки у складі дипломатичної місії відвідала Францію (7–13 березня 2014). Зустрічалася, зокрема, із президентом Франсуа Олландом. Після повернення залишилася в Києві, навчалася на медичному факультеті № 2 в Національному медичному університеті імені О. О. Богомольця. У 2015 році стала лауреатом першої іменної стипендії імені Володимира Юричка. Після завершення навчання працює лікарем у столичній «Феофанії».

### Захоплення
Мріє стати судмедекспертом. Подобаються фільми жахів і трилери. Улюблена сучасна письменниця — Ірена Карпа.

## Нагороди
- Орден «За мужність» III ступеня — за громадянську мужність, самовіддане відстоювання конституційних засад демократії, прав і свобод людини, виявлені під час Революції Гідності.[2]

## Цікаві факти
Разом з іншими громадськими діячами та діячами культури, волонтерами, військовими знімалася в новорічному телезверненні Президента України на 2015 рік.
31 жовтня 2016 у виставковій залі Кременецького краєзнавчого музею на Тернопільщині відбулася прес-конференція Олесі Жуковської. Олеся під час прес-конференції передала у музей особисті речі, які доповнять експозицію.